# Zone de protection marine du Banc-de-Sainte-Anne
La zone de protection marine du Banc-de-Sainte-Anne (anglais : St. Anns Bank Marine Protected Area) est une zone de protection marine du Canada située à l'est de l'île du Cap-Breton. Cette aire protégée de comprend une bonne partie du banc de Sainte-Anne, le banc Scatarie et une partie du talus et du chenal laurentien. Elle a une superficie de 4 364 km2.